# Urraka (hrabina Kastylii)
Urraka – hrabina Kastylii poprzez małżeństwo z Sancho I Garcíą. Zawarte ono zostało około 995 roku. Wedle różnych źródeł zmarła w 1012 roku lub została zamordowana w Covarrubias w 1039 roku.
12 lutego 1011 roku Sancho i Urraka ufundowali klasztor San Salvador de Oña, którego pierwszą i ostatnią ksieni została ich córka, Tigridia. Urraka została po śmierci pochowana w tym klasztorze. Jej nagrobek posiada błędną datę śmierci 20 maja 1025.

## Pochodzenie
Na temat pochodzenia Urraki nie zachowały się żadne dokumenty. Jednak na podstawie jej imienia oraz dość rzadkich imion jej dzieci historyk Jaime de Salazar y Acha postawił hipotezę o tym, że jest ona córką Gómeza Díaza, hrabiego Saldañii, oraz Muniadomny Fernández, hrabiny Kastylii i ciotki Sancho I. Hipoteza ta jest również akceptowana przez innych historyków.

## Potomstwo
Z Sancho Garcią miała szóstkę dzieci:
- Muniadonę – królową Nawarry w latach 1010 – 35
- Tigridię – świętą Kościoła Katolickiego
- Fernando
- Sanchę – żonę Berengara Rajmunda, hrabiego Barcelony
- Garcíę, hrabiego Kastylii w latach 1017–29
- Urrakę – hrabinę Baskonii, żonę Sancho Guillermo, zmarłą w 1041